# Tunn flarnlav
Tunn flarnlav (Hypocenomyce friesii) är en lavart som först beskrevs av Erik Acharius, och fick sitt nu gällande namn av P. James & Gotth. Schneid. Tunn flarnlav ingår i släktet Hypocenomyce och familjen Ophioparmaceae.  Arten är reproducerande i Sverige. Inga underarter finns listade i Catalogue of Life.